# Клинок ведьм (телесериал)
«Клино́к ве́дьм» (англ. Witchblade) — американский супергеройский телесериал, транслировавшийся на телеканале TNT с 12 июня 2001 года по 26 августа 2002 года. В сентябре 2002 года сериал был закрыт, что, по слухам, связано с тем, что исполнительница главной роли Янси Батлер страдала от алкогольной и наркотической зависимости.

## Сюжет
Детектив полиции Сара Пиццини оказывается очередной владелицей мистического браслета под названием «Клинок ведьм», дающего своему обладателю волшебные способности. С помощью магического артефакта Сара противостоит злодеям и восстанавливает справедливость.

## В ролях

### Основной состав
- Янси Батлер — детектив Сара «Пиц» Пиццини
- Дэвид Чокачи — детектив Джейк МакКарти
- Энтони Кистаро — Кеннет Айронс
- Уилл Юн Ли — детектив Дэнни Ву
- Джон Хенсли — Гэбриел Боуман
- Эрик Этебари — Йен Ноттингэм

### Второстепенный состав
- Лазар Роквуд — Лазар
- Кэтрин Уинслоу — Викки По
- Нестор Серрано — капитан Бруно Данте
- Билл Макдональд — Джерри Орлински
- Ким Де Лури — Конхобар
- Джони Чейз — детектив «Джамбо»
- Дов Тифенбах — Джаггер
- Ноа Дэнби — детектив Бёрджесс

## Эпизоды
| Сезон | Сезон | Эпизоды | Дата оригинального показа | Дата оригинального показа |
| Сезон | Сезон | Эпизоды | Премьера сезона           | Финал сезона              |
| ----- | ----- | ------- | ------------------------- | ------------------------- |
|       | 1     | 11      | 12 июня 2001              | 21 августа 2001           |
|       | 2     | 12      | 16 июня 2002              | 26 августа 2002           |

### Сезон 1 (2001)
| № общий | № в сезоне | Название                        | Режиссёр          | Автор сценария                                                                   | Дата премьеры   | Произв. код |
| ------- | ---------- | ------------------------------- | ----------------- | -------------------------------------------------------------------------------- | --------------- | ----------- |
| 1       | 1          | «Parallax» «Смещение»           | Ральф Хемекер     | История: Ральф Хемекер и Ричард К. Оки Телесценарий: Ральф Хемекер               | 12 июня 2001    | 227105      |
| 2       | 2          | «Conundrum» «Загадка»           | Нейлл Фернли      | История: Ральф Хемекер и Ричард К. Оки Телесценарий: Эдит Свенсон                | 19 июня 2001    | 227102      |
| 3       | 3          | «Diplopia» «Двойное зрение»     | Верн Гиллам       | История: Ральф Хемекер и Ричард К. Оки Телесценарий: Дэвид Майклсон              | 26 июня 2001    | 227101      |
| 4       | 4          | «Sacrifice» «Жертва»            | Дэвид Джексон     | История: Ральф Хемекер и Ричард К. Оки Телесценарий: Ричард К. Оки               | 3 июля 2001     | 227103      |
| 5       | 5          | «Legion» «Легион»               | Нейлл Фернли      | История: Ральф Хемекер и Ричард К. Оки Телесценарий: Ричард К. Оки               | 10 июля 2001    | 227104      |
| 6       | 6          | «Maelstrom» «Водоворот»         | Джеймс Уитмор мл. | История: Ральф Хемекер и Ричард К. Оки Телесценарий: Ричард К. Оки               | 17 июля 2001    | 227106      |
| 7       | 7          | «Periculum» «Опасность»         | Нейлл Фернли      | История: Ральф Хемекер и Ричард К. Оки Телесценарий: Брюс Тейлор и Родрик Тейлор | 24 июля 2001    | 227107      |
| 8       | 8          | «Thanatopis» «Танатос»          | Джеймс Уитмор мл. | История: Ральф Хемекер Телесценарий: Ричард К. Оки                               | 31 июля 2001    | 227108      |
| 9       | 9          | «Apprehension» «Предчувствие»   | Роберт Ли         | История: Ральф Хемекер и Ричард К. Оки Телесценарий: Ричард К. Оки               | 7 августа 2001  | 227109      |
| 10      | 10         | «Convergence» «Слияние»         | Джеймс Уитмор мл. | История: Ральф Хемекер Телесценарий: Ричард К. Оки и Ральф Хемекер               | 14 августа 2001 | 227110      |
| 11      | 11         | «Transcendence» «Превосходство» | Дэвид Джексон     | История: Ральф Хемекер и Ричард К. Оки Телесценарий: Ральф Хемекер               | 21 августа 2001 | 227111      |

### Сезон 2 (2002)
| № общий | № в сезоне | Название                   | Режиссёр          | Автор сценария | Дата премьеры   | Произв. код |
| ------- | ---------- | -------------------------- | ----------------- | --- | --------------- | ----------- |
| 12      | 1          | «Emergence» «Превращение»  | Джо Чаппелль      | Ральф Хемекер и Хорхе Замакона                                                                                      | 16 июня 2002    | 227851      |
| 13      | 2          | «Destiny» «Предназначение» | Дэвид Карсон      | История: Хорхе Замакона и Уильям Дж. МакДональд Телесценарий: Ральф Хемекер, Уильям Дж. МакДональд и Хорхе Замакона | 17 июня 2002    | 227852      |
| 14      | 3          | «Agape» «Удивление»        | Пол Холахан       | Пол Барбер и Ларри Барбер                                                                                           | 17 июня 2002    | 227853      |
| 15      | 4          | «Consectatio» «Посвящение» | Нейлл Фернли      | Ричард К. Оки | 24 июня 2002    | 227856      |
| 16      | 5          | «Static» «Неподвижный»     | Нейлл Фернли      | Ларри Барбер и Пол Барбер                                                                                           | 1 июля 2002     | 227854      |
| 17      | 6          | «Nailed» «Пригвождённая»   | Рик Розенталь     | Ричард К. Оки | 8 июля 2002     | 227855      |
| 18      | 7          | «Lagrimas» «Слёзы»         | Джеймс Уитмор мл. | Хорхе Замакона | 15 июля 2002    | 227857      |
| 19      | 8          | «Hierophant» «Иерофант»    | Пол Холахан       | Родрик Тейлор и Брюс Тейлор                                                                                         | 22 июля 2002    | 227859      |
| 20      | 9          | «Veritas» «Правда»         | Пол Абаскал       | Хорхе Замакона | 5 августа 2002  | 227859      |
| 21      | 10         | «Parabolic» «Парабола»     | Энджел Декка      | Дженни Бек и Ральф Хемекер                                                                                          | 12 августа 2002 | 227860      |
| 22      | 11         | «Palindrome» «Палиндром»   | Пол Холахан       | Родрик Тейлор и Брюс Тейлор                                                                                         | 19 августа 2002 | 227861      |
| 23      | 12         | «Ubique» «Повсюду»         | Брэдфорд Мэй      | Ричард К. Оки и Ральф Хемекер                                                                                       | 26 августа 2002 | 227862      |